# Маронья-Редвиц, Рудольф фон
Граф Рудольффон Маронья-Редвиц (нем. Rudolf Graf von Marogna-Redwitz; 15 октября 1886, Мюнхен — 12 октября 1944, Берлин) — немецкий военный разведчик (полковник), участник Заговора 20 июля.

## Биография
Происходил из старинного баварского аристократического рода, его отец был гофмаршалом короля Баварии Отто. Молодой граф учился в Мюнхене, желая стать музыкантом, но по семейной традиции был определён в военную службу и участвовал в Первой мировой войне, в том числе и на русском фронте. В послевоенные годы он жил в своём поместье, пока в 1933 году не был привлечён к разведывательной работе адмиралом Канарисом. В 1938 году он возглавил отделение абвера в Вене. После падения Канариса в 1944 году был отозван в резерв Верховного командования.

## Заговор 20 июля
Маронья-Редвиц принадлежал к ближайшему окружению Клауса фон Штауффенберга и согласно плану Заговора 20 июля должен был представлять заговорщиков в Вене. После неудачи заговора он был арестован и казнён в тюрьме Плётцензее.
Дочь графа Элизабет фон Лёбен опубликовала в 1984 году его биографию.

## Награды
- Немецкий орден в золоте (26 августа 1942)[1]